# Liberdade (álbum de David Quinlan)
Liberdade é o primeiro álbum de estúdio do cantor norte-irlandês David Quinlan, lançado em 2007. Inicialmente, seria totalmente em inglês e espanhol, contendo regravações de canções anteriores. Porém, o trabalho foi lançado em português. O disco traz várias sonoridades que vão desde o pop rock ao hard rock tendo influências do rock britânico e irlandês. Há uma faixa bônus em bossa nova.
A obra também traz parceria com vários cantores e músicos cristãos, como Nívea Soares, que atuou como vocal de apoio e Paulo César Baruk, que cuidou os arranjos vocais. Segundo a crítica especializada, o trabalho apresenta um bom entrosamento entre os músicos e superou as expectativas.

## Faixas
1. "Livre Pra Te Adorar"
2. "Águas Profundas"
3. "Lifesong - Que Minha Vida Cante a Ti"
4. "Quando Estou Do Teu Lado"
5. "Não Há Ninguém Como Tu"
6. "Como eu Te Amo"
7. "Abraça-me"
8. "Leva-me"
9. "Filho de Davi"
10. "Correndo"
11. "Abraça-me" (Faixa Bônus)